# Labeati

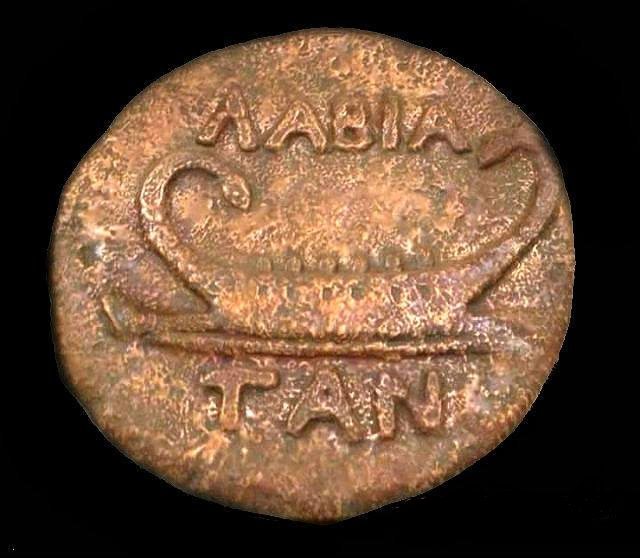
Una moneta di bronzo con la scritta ΛΑΒΙΑΤΑΝ (LABIATAN) e la raffigurazione di un lembus illirico con polena a forma di serpente.

I Labeati (anche Labeatai o Labeates; in greco antico: Λαβεᾶται; in latino: Labeatae) erano un popolo illirico che abitava la costa adriatica dell'antica Illiria, tra le odierne Albania e Montenegro, attorno al Lago di Scutari (noto nell'antichità come Lacus Labeatis).
Il loro territorio, chiamato Labeatis nell'antichità classica, si estendeva da Lissus, presso il fiume Drin a sud — o forse già dalla valle del Mat — fino a Meteon a nord.
Il loro centro e principale roccaforte era Scodra, che durante l'ultima fase del regno illirico ne fu la capitale.
Il regno dei Labeati comprendeva anche Rhizon, antica capitale degli Ardiei.
La dinastia degli ultimi re illirici — tra cui Scerdilaida, Pleurato III e Genzio — era di origine labeata.
È probabile che il declino della dinastia ardiea dopo la sconfitta della regina Teuta nella Prima guerra illirica contro Roma abbia favorito l’ascesa della dinastia labeata sulla scena politica.
In età romana, i Labeati continuarono a coniare monete recanti il loro etnico (etnicon) in iscrizione.

## Nome

### Attestazione

Territori dei Labeati attorno al Lacus Labeatis.

Il nome è attestato per la prima volta in Le Storie di Polibio (II secolo a.C.), che menzionò la regione Λαβεᾶτις (Labeatis). Livio nel suo Ab Urbe Condita Libri citò più volte il nome tribale Labeatae, la regione Labeatis e palus Labeatis/lacus Labeatum (Lago di Scutari). Sono state trovate monete recanti l'iscrizione del loro etnico ΛΑΒΙΑΤΑΝ nel nord dell'Albania.

### Etimologia
Il nome dei Labeatae è formato dalla particella Lab-, frequente nell’area onomastica illirica meridionale, e dal comune suffisso illirico -at(ae). La particella Lab- rappresenta una metatesi da Alb- > Lab-, che potrebbe essere collegata alla comparsa dell'etnonimo degli albanesi nella stessa area. È presente in idronimi come il fiume Lab e toponimi come Llapashticë e Poshtme lungo la successiva via romana da Lissus a Ulpiana, e indica lo spostamento delle tribù illiriche dall'interno dell’Illiria verso la costa o viceversa.